# Електоральна географія Франції
Електора́льна геогра́фія Фра́нції — складова частина політичної географії, предметом вивчення якої є відміни у політичних вподобаннях жителів різних частин Франції, їх істотні і територіальні закономірності.

## Партійно-політична система
Партійно-політична система Франції має свої характерні риси. Партій було багато, вони мали різні території впливу та підтримувалися різними регіонами по-різному.
Поступово відбувалося зближення партій і одночасно — поляризація політичних сил, розподіл усіх політичних партій на дві групи, два табори. Так, з'являються два угруповання, два партійних блоки — національний блок і лівий блок. Боротьба тепер іде не між окремими партіями, а між двома блоками, що нагадує деякою мірою двопартійну систему.
Національний блок увібрав до свого складу праві партії. До нього увійшли: республіканська федерація, республікансько-демократичний союз, національно-республіканська дія та ін. Лівий блок об'єднав радикалів, соціалістів, радикал-соціалістів та деякі інші партії та групи.
Таким чином, у Франції відсутня двопартійна система, яка є, наприклад, в США і Великій Британії, але діє система двох партійних блоків.
В умовах багатопартійності, гострого суперництва між політичними силами особливого значення набирала боротьба за виборчі реформи.
На початку XX століття у Франції діяла мажоритарна виборча система, яка давала перевагу правим політичним партіям. Натомість у 1919 році, саме під час активного підйому революційного руху, був прийнятий Закон про зміну виборчої системи. Новий закон поєднував принципи мажоритарної системи з елементами пропорційного представництва, але при цьому зберігалися старі виборчі округи з нерівномірним розподілом населення, що давало перевагу виборцям із сільських департаментів. У 1927 році пропорційне представництво було скасовано, і Франція повернулася до звичної мажоритарної системи, суть якої полягає в тому, що вибори проводяться в два тури. В першому турі обраним вважався той кандидат у депутати, який одержував абсолютну більшість голосів виборців, а у другому турі достатньо було мати відносну більшість.
Якщо ж говорити про структуру політичних симпатій у Франції, то як показують дослідження, що проводилися у 13 державах Західної Європи в 1948—1977 р., найвищий рівень електоральної нестійкості на цей період був характерним саме для Франції. Електоральна нестійкість зумовила явище «розмерзання» партійних систем. Цей факт пов'язують із тезою про розгуртування виборців.

## Структура електоральних симпатій
Розглянемо структуру електоральних симпатій у Франції на прикладі виборів до Європарламенту.
Франція має 87 місць у європейському парламенті. Якщо кількість виборців загалом у 1999 році у Франції становила 40 129 780 осіб, то в голосуванні безпосередньо взяли участь 18 765 259, що становило 52,7 % і 46,8 % осіб відповідно у 1994 та 1999 роках. На даних виборах більшість здобули наступні партії: Соціалістична партія Француа Холланде — 21,95 %,Об'єднання за Францію під керівництвом Шарля Паскуа — 13,05 % та Об'єднання за Республіку Ніколя Саркозі — 12,82 %. При цьому, якщо взяти до уваги географію політичних симпатій, то переважну більшість голосів за партію Шарля Паскуа віддали мешканці Південної і Центральної Франції, тоді як за політичну силу Ніколя Саркозі — крайні Західна та Східна Франція.
Вибори до Європейського Парламенту 2004 року у Франції були представлені наступними політичними силами: Соціалістична партія (СП), Союз за народний рух (СНР), Союз за французьку демократію (СФД), Національний фронт (НФ), Рух за Францію (РФ), Партія Зелених (ПЗ), Французька Комуністична партія (ФКП).
| Регіони         | ФКП   | СП     | СФД    | СНР   | РФ    | НФ    |
| --------------- | ----- | ------ | ------ | ----- | ----- | ----- |
| Загалом         | 5,81  | 28,89  | 11,95  | 16,64 | 7,6   | 9,81  |
| Іль-де-Франс    | 6,04  | 25,02  | 12,61  | 17,79 | 6,08  | 8,58  |
| Північний Захід | 6,8   | 29,98  | 11,34  | 13,33 | 5,95  | 12,86 |
| Захід           | 4,1   | 30,92  | 11,67  | 14,81 | 12,36 | 5,62  |
| Схід            | 2,91  | 28,4   | 12,4   | 17,61 | 5,88  | 12,17 |
| Південний Захід | 6,46  | 30,83  | 13, 22 | 15,17 | 4,6   | 8,75  |
| Південний Схід  | 5,06  | 28,62  | 11,81  | 17,71 | 6,15  | 12,18 |
| Центр           | 6, 22 | 31, 23 | 9,95   | 12,36 | 6,62  | 9,64  |

Як бачимо, найпопулярнішою партією, за яку віддали 28,89 % своїх голосів виборці, була Соціалістична партія, яка мала найбільший вплив у центральній, західній та південно-західній Франції. Наступна політична партія — Союз за Народний Рух — отримала 16,64 % голосів. Практично по всіх регіонах Франції дана політична сила мала однакову підтримку, але найбільшу — у центрі — понад 20 %. Це є ліберально-консервативна партія Франції, яка нині є провідною і включає різні течії, найбільша з яких — сторонники Ніколя Саркозі. І третє місце посів Союз за Французьку демократію, який отримав найбільшу підтримку на південному заході Франції.

## Вибори до Європарламенту у 2009 році
Перейдемо до виборів до Європейського Парламенту у 2009 році. Основну кількість голосів отримали Союз за народний рух(СНР), Соціалістична партія (СП), Партія Екологічна Європа (ЕЄ), Демократичний рух (ДР), Лівий фронт (ЛФ), Національний фронт (НФ), Нова антикапіталістична партія (НАП):
| Регіон          | СНР   | СП    | ЕЄ    | ДР   | ЛФ   | НФ    | НАП  |
| --------------- | ----- | ----- | ----- | ---- | ---- | ----- | ---- |
| Загалом         | 27,87 | 16,48 | 16,28 | 8,45 | 6,47 | 6,34  | 4,88 |
| Північний Захід | 24,22 | 18,09 | 12,10 | 8,67 | 6,84 | 10,18 | 5,80 |
| Схід            | 29,18 | 17,24 | 14,27 | 9,43 | 3,89 | 7,57  | 5,65 |
| Захід           | 27,15 | 17,28 | 16,24 | 8,48 | 4,58 | 3,06  | 5,13 |
| Центр           | 28,48 | 17,79 | 13,56 | 8,14 | 8,07 | 5,12  | 5,45 |
| Південний Захід | 26,89 | 17,71 | 15,82 | 8,60 | 8,15 | 5,93  | 5,61 |
| Південний Схід  | 29,34 | 14,49 | 18,27 | 7,37 | 5,90 | 8,49  | 4,33 |
| Іль-де-Франс    | 29,60 | 13,57 | 20,86 | 8,52 | 6,32 | 4,40  | 3,48 |

Таким чином, більшість голосів отримала політична сила Союз за народний рух, тоді як на минулих виборах вона посідала впевнене друге місце після Соціалістичної партії. Найбільшу підтримку вона здобула в Іль-де-Франсі та в центрі. Тобто географія підтримки практично не змінилася. Друге місце розділили Соціалістична партія та партія Екологічна Європа (партія Зелених по своїй суті). Явним лідерством на виборах 2009 року поступилася Соціалістична партія, яка здобула найбільшу підтримку на північному заході, тоді як на минулих виборах вона посідала впевнені позиції на заході і південному заході. Якщо взяти до уваги підтримку Національного фронту, то тут ми бачимо кардинальну зміну — на виборах 2004 року НФ займав провідні позиції на сході, південному сході і північному заході, то утримався він на перших місцях лише на північному заході Франції.
Як бачимо, Союз за народний рух на виборах до Європарламенту здобув беззаперечну перемогу, при чому набравши більшість по всіх регіонах Франції.
Таким чином, електоральна база різних політичних сил доволі-таки різниться одна від одної. Так, ліві партії намагаються спиратися на трудящих, яких вважають своєю базою. При чому, Комуністична партія Франції та Соціалістична партія Франції розширили свою електоральну базу, залучивши до неї і дрібних власників. Всі ліві партії проголошують головною своєю метою побудову соціально справедливого суспільства, повне народовладдя, яке розуміється як верховенство народу над державою. Аналізуючи електоральну географію СП Франції бачимо, що вона має практично однакову підтримку по всій території Франції: хоча територія на захід від умовної лінії Гавр-Марсель має меншу густоту населення, ніж на схід, все одно підтримка цієї політичної сили серед населення суттєво у відсотковому відношенню не відрізняється від її підтримки на сході (окрім південного сходу та Іль-де-Франсу).
Демократичні партії найбільшу підтримку мають у великих містах (Париж, Гавр, Марсель, Ліон, Лілль). Оскільки програмні документи даних партій намагаються захистити соціальними програмами обездолених, то найбідніша частина населення Франції також підтримує Союз за Народний Рух, Демократичний Рух тощо.
Електоральна географія Франції тісно зв'язана з історичним минулим. Регіональні електоральні відмінності зумовлені цілою низкою факторів: історичною спадщиною, релігійно-конфесійною належністю, соціально-економічними відмінностями в розвитку регіонів, мовою, різним баченням зовнішньополітичних пріоритетів населенням різних регіонів Франції. Важливим чинником електоральної географії Франції є децентралізація влади, що була підтверджена Законом Франції про децентралізацію влади 13 серпня 2004 року.